# Anton Horner
Anton Horner (* 21. Juni 1877 in Gossengrün, Böhmen; † 4. Dezember 1971 in Philadelphia) war ein US-amerikanischer Hornist.
Anton Horner wurde in Gossengrün als Sohn des Zeugmachers Franz Horner und der Anna, einer Tochter des Gossengrüner Büchsenmachermeisters Wenzel Dörfler geboren, beide Familien sind in der Stadt alteingesessen, die Horner seit mindestens 1591, die Dörfler seit 1531.
Er studierte zunächst Geige am Konservatorium Leipzig. Daneben beschäftigte er sich auch mit dem Hornspiel, bis ihn Friedrich Gumpert überzeugte, dieses als Hauptinstrument zu studieren.
Horner wurde 1894 als Solohornist ins Pittsburgh Symphonieorchester unter Victor Herbert berufen. 1901 war er Mitglied der John Philip Sousa Band.
1902 wurde er Solohornist im Philadelphia Orchester.
Er war von 1924 bis 1942 Professor am Curtis Institute of Music. In dieser Funktion hatte er einen großen Einfluss auf die Entwicklung des Hornspiels in den USA.
Er war an der Entwicklung eines vollausgebauten Doppelhorns (Modell "Horner-Philadelphia") beteiligt. Dabei arbeitete er  mit der deutschen Firma Instrumentenbau Ed. Kruspe in Erfurt zusammen, welche dieses Modell ab 1904 herstellte. Diese Instrumente wurden von  Anton Horner in die USA importiert und fanden dort große Verbreitung.
Horner war Mitbegründer der Internationalen Horn Gesellschaft (IHS).
Horner war mit Alice E. geb. Roeth († 19. Juli 1962 in Philadelphia) verheiratet und hatte zwei Töchter (Louise Mary, 1905-2000 und Mildred Anna, 1910–1994).